# 金川郡
金川郡（：／ Kŭmchŏn gun */?） 是朝鮮民主主義人民共和國黃海北道南部的一個郡，位於開城以北，西隔禮成江與黃海南道相望。2008年人口68,216人。下分1邑、14里。